# Portia White
Portia White (Truro, 24 giugno 1911 – Toronto, 13 febbraio 1968) è stata un contralto canadese.

## Biografia
Terza dei tredici figli di Izie Dora e William Andrew White, nacque in Nova Scotia e cominciò a cantare a sei anni, nel coro della chiesa battista diretto dalla madre. Dopo aver studiato per diventare insegnante alla Dalhousie University, nel 1939 vinse una borsa di studio per studiare all'Halifax Conservatory of Music, dove fu allieva di Ernesto Vinci.
Nel novembre 1941 fece il suo debutto professionale a Toronto e nel marzo 1944 esordì a New York, diventato la prima canadese a cantare a The Town Hall. Successivamente continuò a cantare in diverse tournée negli Stati Uniti, in Europa e nei Caraibi. La diagnosi di cancro al seno e l'affaticamento vocale la costrinsero al ritiro dalle scene nel 1952. Tornò quindi a Toronto e si dedicò all'insegnamento, annoverando tra i suoi studenti Lorne Greene, Don Francks e Robert Goulet.
Morì di cancro a Toronto nel 1968 all'età di cinquantasei anni. Nel 1998 il governo della Nuova Scozia istituì il Portia White Prize in suo onore. Un suo ritratto è esposto nel Palazzo del Governo della Nuova Scozia.

## Discografia parziale
- Think on Me (1968, White House Records)
- First You Dream (1999. C. White)